# Sciastes extremus
Sciastes extremus är en spindelart som beskrevs av Holm 1967. Sciastes extremus ingår i släktet Sciastes och familjen täckvävarspindlar. Inga underarter finns listade i Catalogue of Life.